# Stadsmuseet i Stockholms 1600-talspanorama

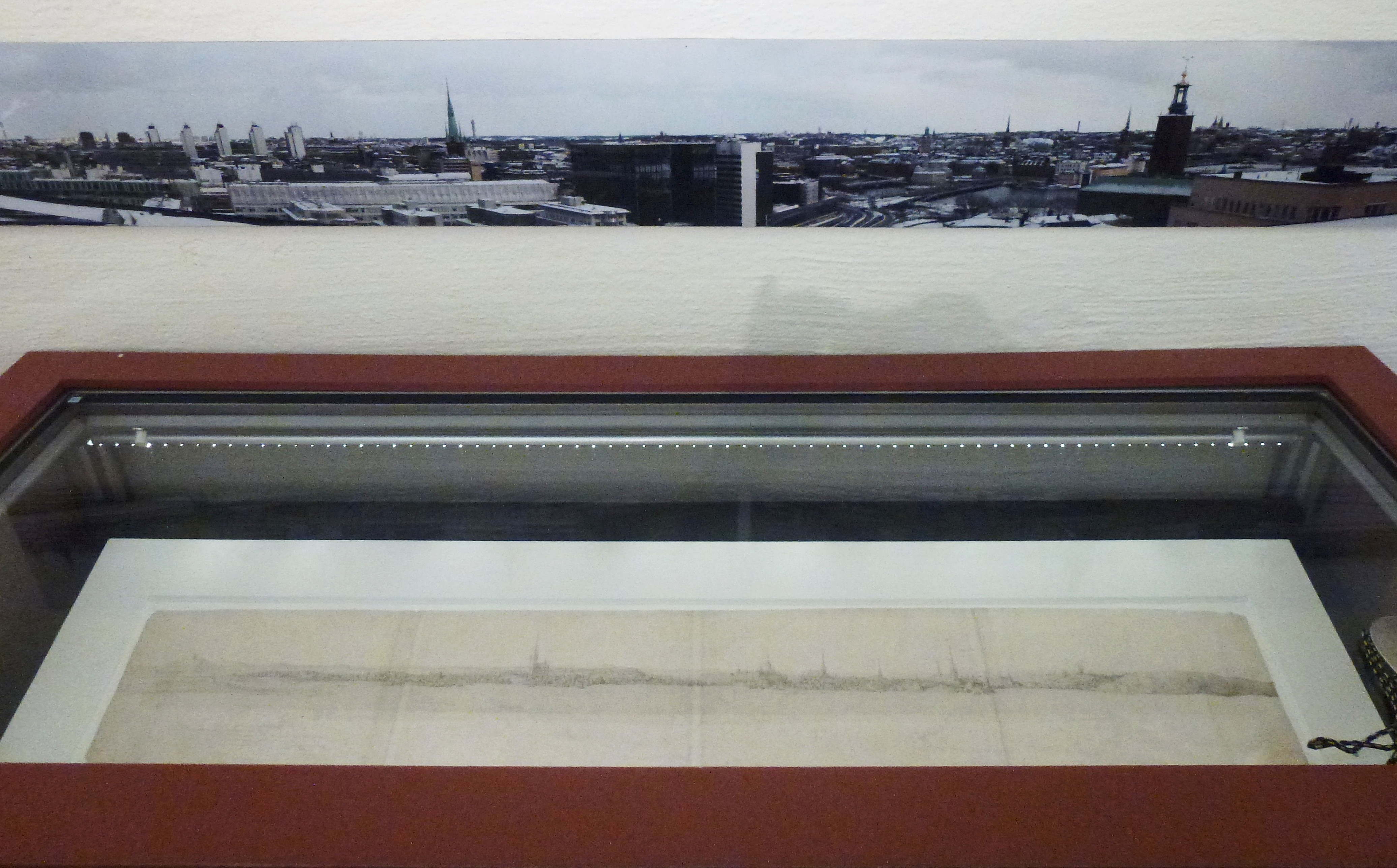
Montern med panoramat på Stadsmuseet.

Stadsmuseet i Stockholm har i sina samlingar en panoramateckning över Stockholm sett från Kungsklippan på 1600-talet. Teckningen har daterats till tiden före 1636 och har utförts med tunt bläck och blyerts och mäter 18,4 gånger 120 centimeter.

## Historik
Teckningens upphovsman är inte säkerställd. Den har attribuerats till Wenceslaus Hollar av Christie's auktionshus, baserat på en notering på baksidan. Attribueringen har dock ifrågasatts av bland andra Marianne Råberg, baserat på att anteckningen även felaktigt anger motivet som Bryssel samt på Hollars resor och stil.
Panoramat såldes 1839 av den danske konstsamlaren Johan Conrad Spengler, och förvärvades senare av Samfundet S:t Erik för 16 250 euro på auktionshuset Christie's den 23 juni 2009, och donerades till Stadsmuseet i Stockholm den 21 april 2010.

## Motiv
Bland panoramats landmärken återfinns bland annat (från vänster/nordväst) Beridarebanan, Klara kyrka, Slottet Tre kronor, Storkyrkan, Tyska kyrkan, Riddarholmskyrkan och Söderport.

## Detaljer

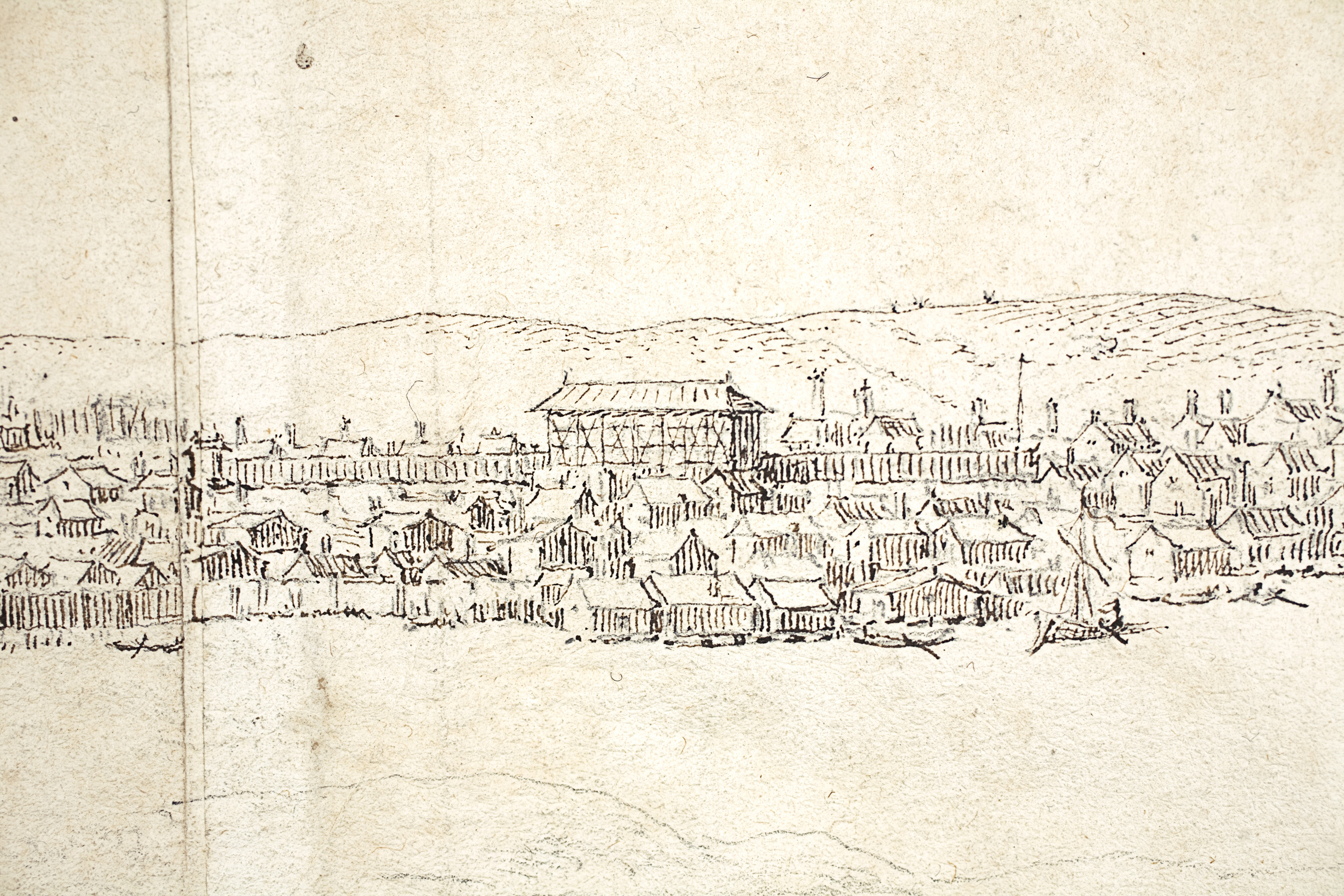
Norrmalm och Beridarebanan
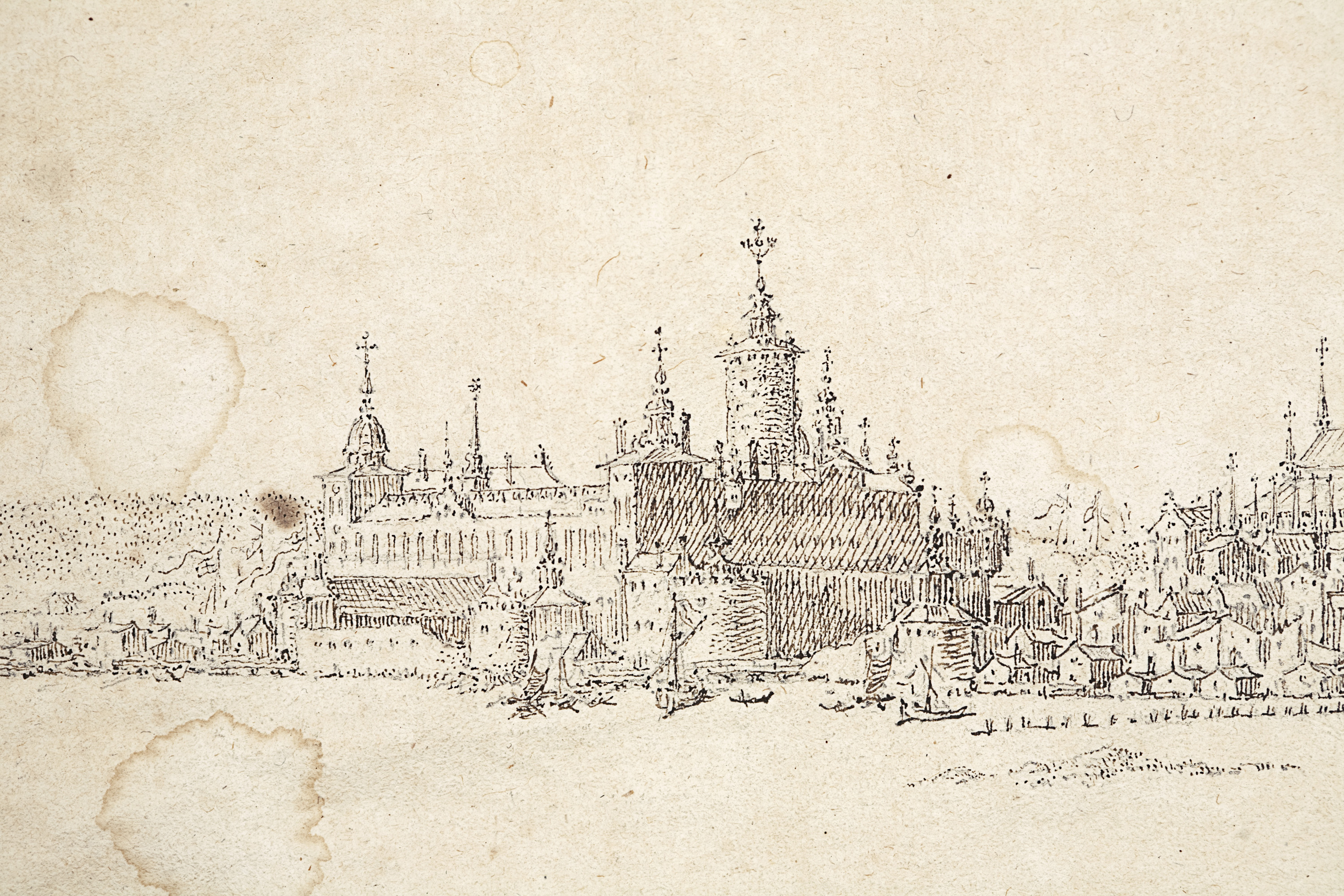
Slottet Tre kronor
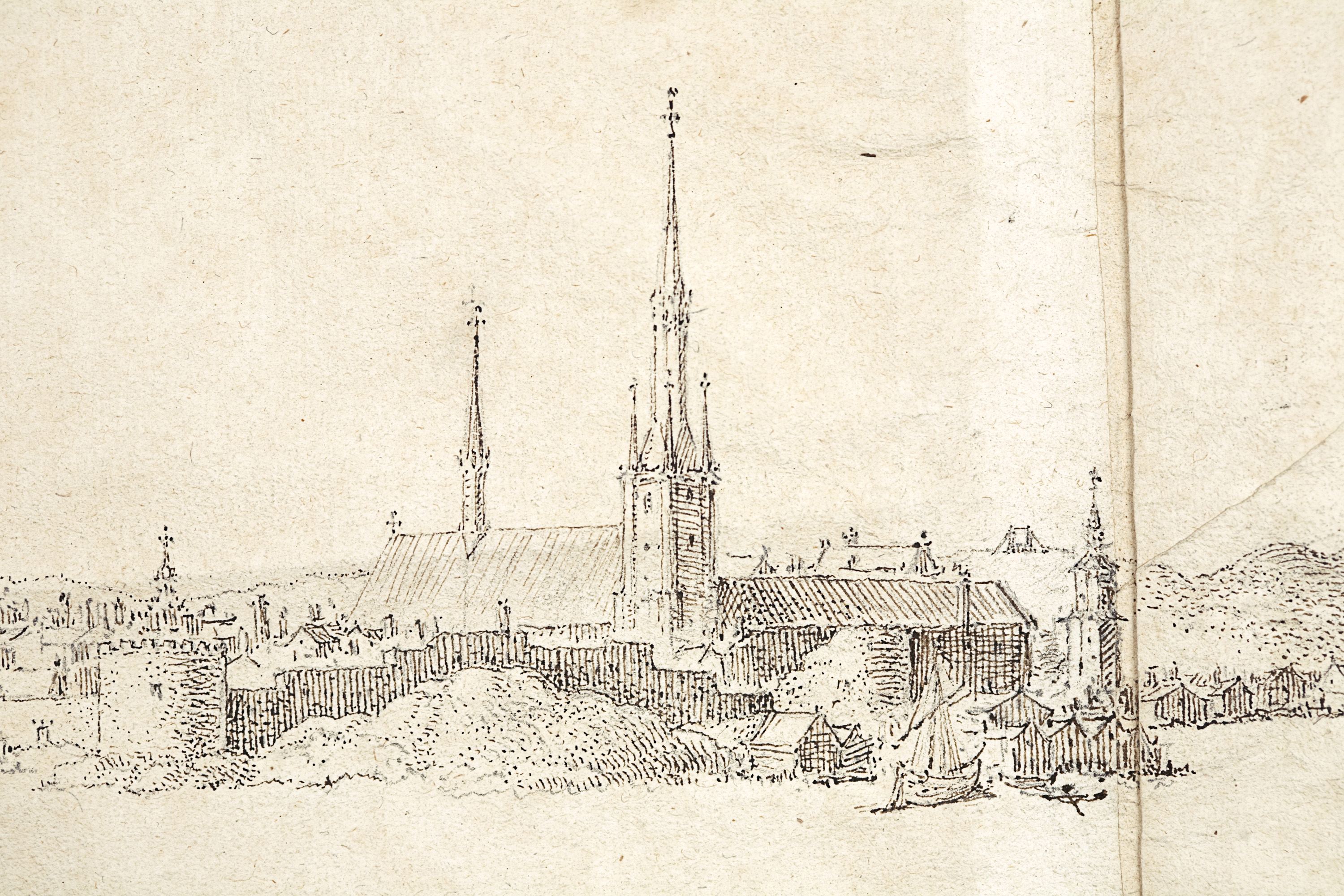
Riddarholmen
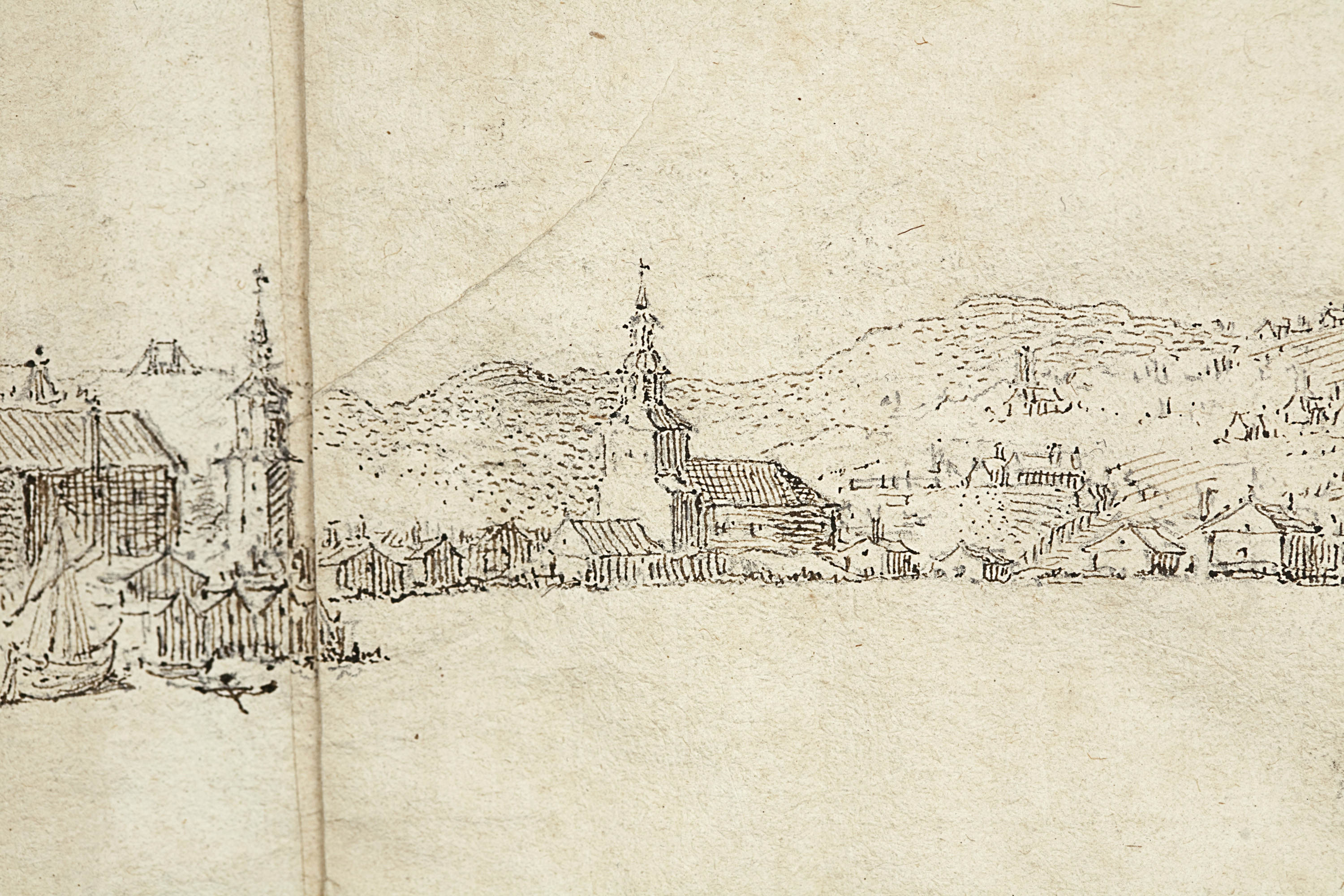
Söderport